# Finestkind
Finestkind es una película dramática, de suspenso y crimen estadounidense de 2023 escrita y dirigida por Brian Helgeland y protagonizada por Ben Foster, Toby Wallace, Jenna Ortega y Tommy Lee Jones.

## Sinopsis
Charlie (Toby Wallace) quiere alejarse de su aburrida vida cuando le ruega a su hermano mayor -hermanastro-, Tom (Ben Foster), que le deje trabajar en su barco pesquero durante el verano. No hay quien le disuada, incluso después de que su primera expedición casi acabe en desastre. Charlie se hace rápidamente amigo del grupo, haciéndose un hueco en New Bedford mientras empieza a salir con Mabel (Jenna Ortega), que intenta labrarse su propio futuro. Los problemas se suceden y, con las deudas acumulándose, los hermanos se ven obligados a idear una forma de conseguir dinero rápido. Envueltos en un peligroso negocio de drogas, el padre de Tom, Ray (Tommy Lee Jones), famoso en la comunidad por su malhumor, se ve obligado a intervenir.

## Reparto
- Ben Foster como Tom[5]
- Toby Wallace como Charlie[5]
- Jenna Ortega como Mabel[1]
- Tommy Lee Jones como Ray Eldridge[1]
- Ismael Cruz Córdova como Costa[6]
- Aaron Stanford como Skeemo[7]
- Scotty Tovar como Nunes[8]
- Tim Daly como Dennis Sykes[5]
- Lolita Davidovich como Donna Sykes[9]
- Clayne Crawford como Pete Weeks[5]
- Lonnie Farmer como Rocky
- Fernanda Andrade como Anne Marie[10]
- Charlie Thurston como el Sr. White[11]
- Meghan Leathers como Kathy[12]
- Brian McDonald como Paul
- Chris Matacunas como Mark
- Rebecca Gibel como Paulette

## Producción
En 2018, Jake Gyllenhaal, Ansel Elgort y Zendaya habían sido elegidos para protagonizar la película.
En abril de 2022, se anunció que Paramount+ había adquirido los derechos de la película. El rodaje comenzó en Massachusetts en abril de 2022. Ese mismo mes, se anunció que Tim Daly, Clayne Crawford, Aaron Stanford, Scotty Tovar y Lolita Davidovich se habían agregado al elenco. Meghan Leathers también se unió al elenco en abril de 2022. El rodaje finalizó en mayo de 2022.
Algunos miembros del equipo han afirmado que no les pagaron y que se lesionaron mientras estaban en el set.

## Estreno
La película se estrenó en el Festival Internacional de Cine de Toronto el 8 de septiembre de 2023, para posteriormente agregarse al catálogo de Paramount+ el 15 de diciembre de 2023.

## Recepción
Finestkind recibió reseñas generalmente mixtas de parte de la crítica y de la audiencia. En el sitio web agregador de reseñas Rotten Tomatoes, la película posee una aprobación de 29, basada en 28 reseñas, con una calificación de 4.9/10, mientras que de parte de la audiencia tiene una aprobación de 63%, basada en más de 100 votos, con una calificación de 3.5/5.
El sitio web Metacritic le dio a la película una puntuación de 44 de 100, basada en 7 reseñas, indicando "reseñas mixtas o promedio". En el sitio IMDb los usuarios le asignaron una calificación de 5.9/10, sobre la base de más de más de 4100 votos, mientras que en la página web FilmAffinity la película tiene una calificación de 5.3/10, basada en 48 votos.